# Bernd Gummelt
Bernd Gummelt (* 21. Dezember 1963 in Neuruppin) ist ein ehemaliger deutscher Leichtathlet, der – für die DDR startend – 1989/1990 im Gehen erfolgreich war. 1990 gewann er die Silbermedaille bei den Europameisterschaften im 50-km-Gehen in 3:56:33 h. Im 20-km-Gehen dieser Europameisterschaften wurde er Siebter in 1:24:33 h. 1989 wurde er DDR-Meister im 50-km-Gehen in 3:53:36 h.
Er ist verheiratet mit Beate Gummelt geb. Anders.
Bernd Gummelt gehörte dem ASK Potsdam an. In seiner Wettkampfzeit war er 1,79 m groß und wog 64 kg.
| Personendaten    | Personendaten          |
| ---------------- | ---------------------- |
| NAME             | Gummelt, Bernd         |
| KURZBESCHREIBUNG | deutscher Leichtathlet |
| GEBURTSDATUM     | 21. Dezember 1963      |
| GEBURTSORT       | Neuruppin, DDR         |